# Stat satelit
Statul satelit este un termen politic care se referă la un stat care este în mod oficial independent, dar este practic subiect al dominației unui alt stat mai puternic. Acest termen a fost creat prin analogie cu sistemele planetare și a fost folosit pentru prima oară pentru a denumi țările din Europa Centrală și Răsăriteană membre ale Pactului de la Varșovia în timpul războiului rece. Astfel, statele de mai sus sunt "sateliți" care suportau hegemonia Uniunii Sovietice. Și alte state din sfera de influență sovietică precum Coreea de Nord, și Cuba castristă, (în special după admiterea țării în CAER) erau deseori considerate state satelit.
În utilizarea sovietică, termenul a fost aplicat statelor de pe orbita Germaniei naziste, Italiei fasciste și Japoniei imperiale, de exemplu, România era un stat satelit în raport cu cel de-al Treilea Reich (1940-1944).
Acest termen este folosit și într-un mod mult mai vag, pentru a denumi țări mici a căror politică externă este aliniată cu cea a unei mari puteri, (de exemplu așa numita anglosferă).
Puterea permite „satelitului” său să fie „independent”. Armata superputerii este liberă să mențină baze militare într-un astfel de stat aliat, în timp de pace. Orice încercare de a rupe alianța riscă intervenția armată a puterii. 

## Analogia cu "statul marionetă"
Termenul "stat satelit" este deseori socotit apropiat ca înțeles sau chiar sinonim cu termenul "stat marionetă", care are însă o conotație peiorativă. 
"Statul marionetă" este folosit deseori pentru a semnifica dependența unei națiuni mici față de o mare putere, implicând faptul că, fără sprijinul statului mai puternic, "marioneta" încetează să mai existe. Unul dintre efectele războiului rece a fost apariția unor state marionetă americane sau sovietice – anticomuniste, respectiv autoritariste. Coreea de Sud sau Taiwanul au fost considerați sateliții SUA, în vreme ce Cuba, Vietnamul sau Coreea de Nord au fost considerați marionete sovietice. 